# ザ・フアン・マクリーン
ザ・フアン・マクリーン（The Juan MacLean） は、アメリカ人John MacLeanによるエレクトロ・ユニット、および彼のステージネーム。DFA周辺のシーンを黎明期から支える陰の功労者である。

## 来歴
John MacLeanは1990年代にサブポップからのリリースで知られるポスト・ハードコアバンド、Six Finger Satelliteの中心人物だった。ザ・フアン・マクリーンが所属するDFAレコーズの創設者でありLCDサウンドシステムのフロントマンで知られるジェームス・マーフィーは、Six Finger Satelliteの1998年のアルバム『Law of Ruins』のプロデューサーを務めている。ジェームス・マーフィーやザ・ラプチャーなどのDFA周辺のダンス・パンクバンドはSix Finger Satelliteから影響を受け、逆にJohn MacLeanはそのダンスミュージックへ傾倒していくことになり、彼とダンス・パンクシーン・DFAとの関係は非常に深い。

## バンド・メンバー
- John MacLean
- Nancy Whang
- Nicholas Millhiser (live)

## ディスコグラフィ

### スタジオアルバム
- Less Than Human (2005年)
- Visitations - digital only remix album (2006年)
- The Future Will Come (2009年)
- DJ-Kicks (2010年) [2]
- Everybody Get Close - digital only (2011年)
- In a Dream (2014年) [3]
- The Brighter The Light (2019年)